# 平塚廣義
平塚廣義（1875年9月2日—1948年1月26日），日本山形縣人，日本官員，歷任神奈川等縣警務首長、東京府知事。他於1932年1月接任台灣總督府總務長官，積極於台灣實施同化政策。

## 生平
1902年，平塚廣義畢業於東京帝國大學政治科系，後來進入內政警務系統，歷任神奈川、愛媛、兵庫等地警務部長。1932年1月，平塚接任台灣總督府總務長官後，為了實施南進政策，改革台灣地方制度，大膽起用台籍基層官員，推廣日語，台日婚姻制度合法化等同化政策。後因治績，於1939年當選貴族院議員。